# Haliplanellidae
Haliplanellidae är en familj av koralldjur. Haliplanellidae ingår i ordningen havsanemoner, klassen Anthozoa, fylumet nässeldjur och riket djur. Enligt Catalogue of Life omfattar familjen Haliplanellidae 2 arter. 
Kladogram enligt Catalogue of Life:
| Haliplanellidae | \| \| Haliplanella \| \| \| \| \| \| Tricnidactis \| \| \| \| |
|                 | \| \| Haliplanella \| \| \| \| \| \| Tricnidactis \| \| \| \| |
|                 | Haliplanella                                                  |
|                 |                                                               |
|                 | Tricnidactis                                                  |
|                 |                                                               |

## Bildgalleri

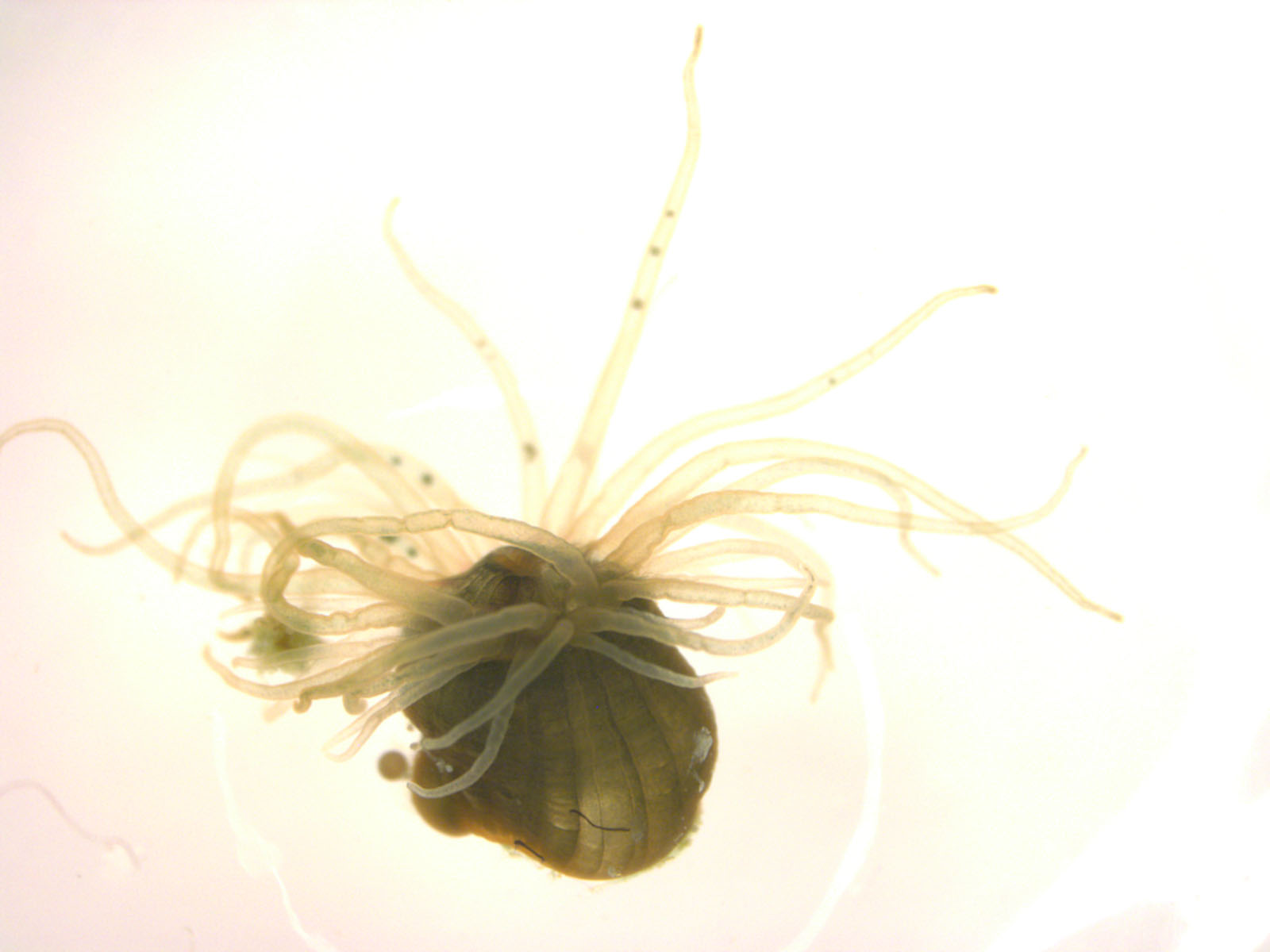
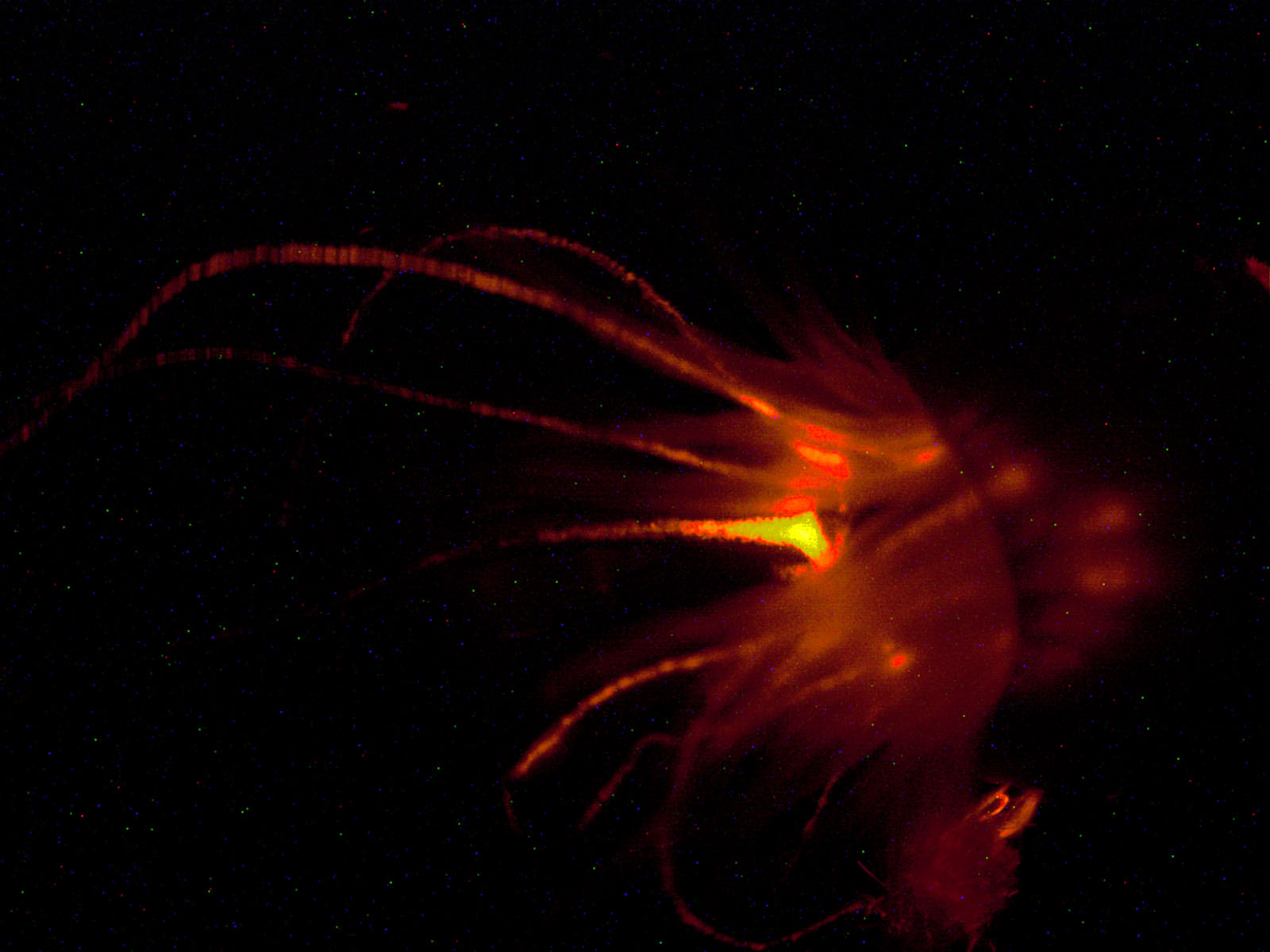
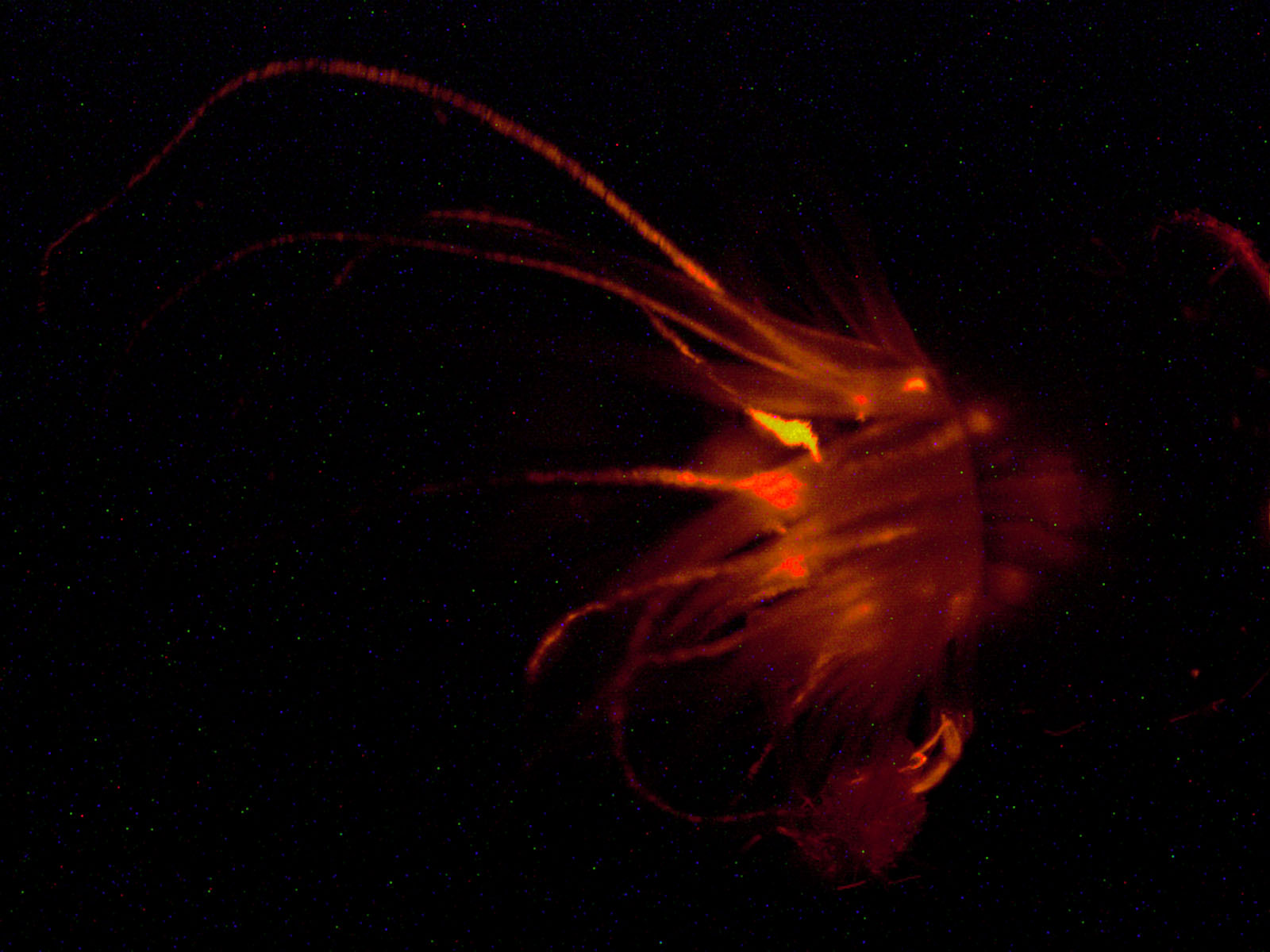
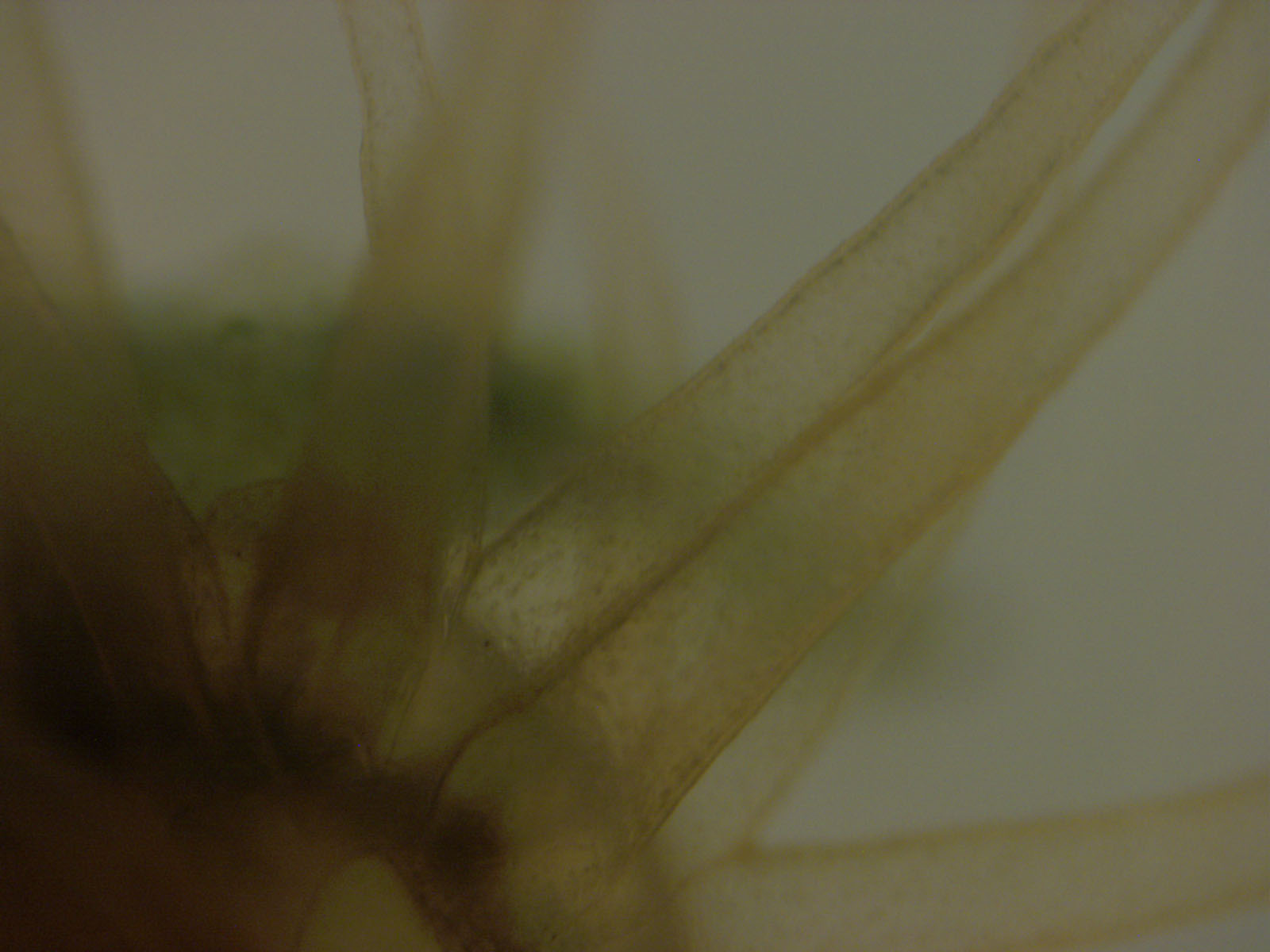
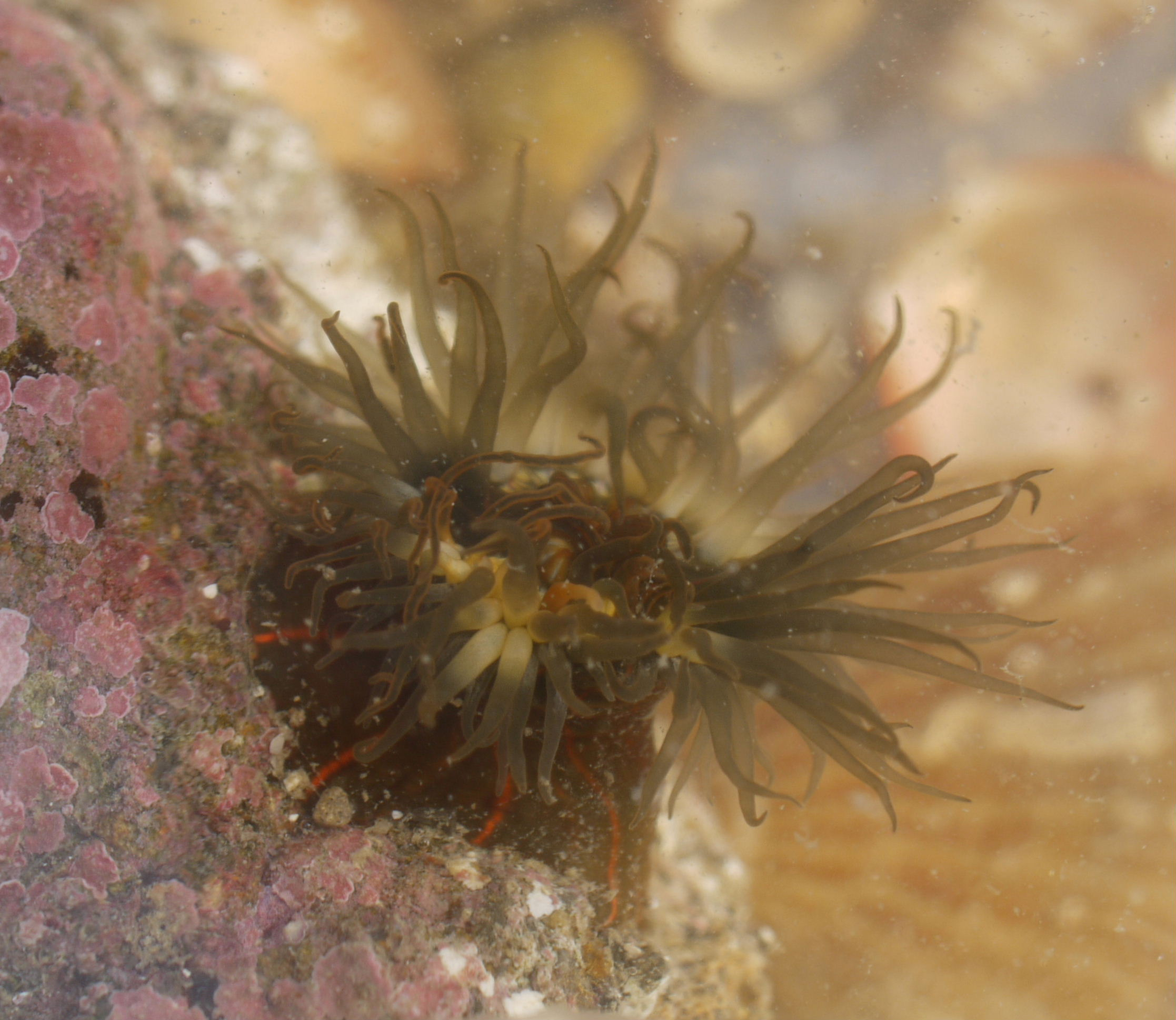
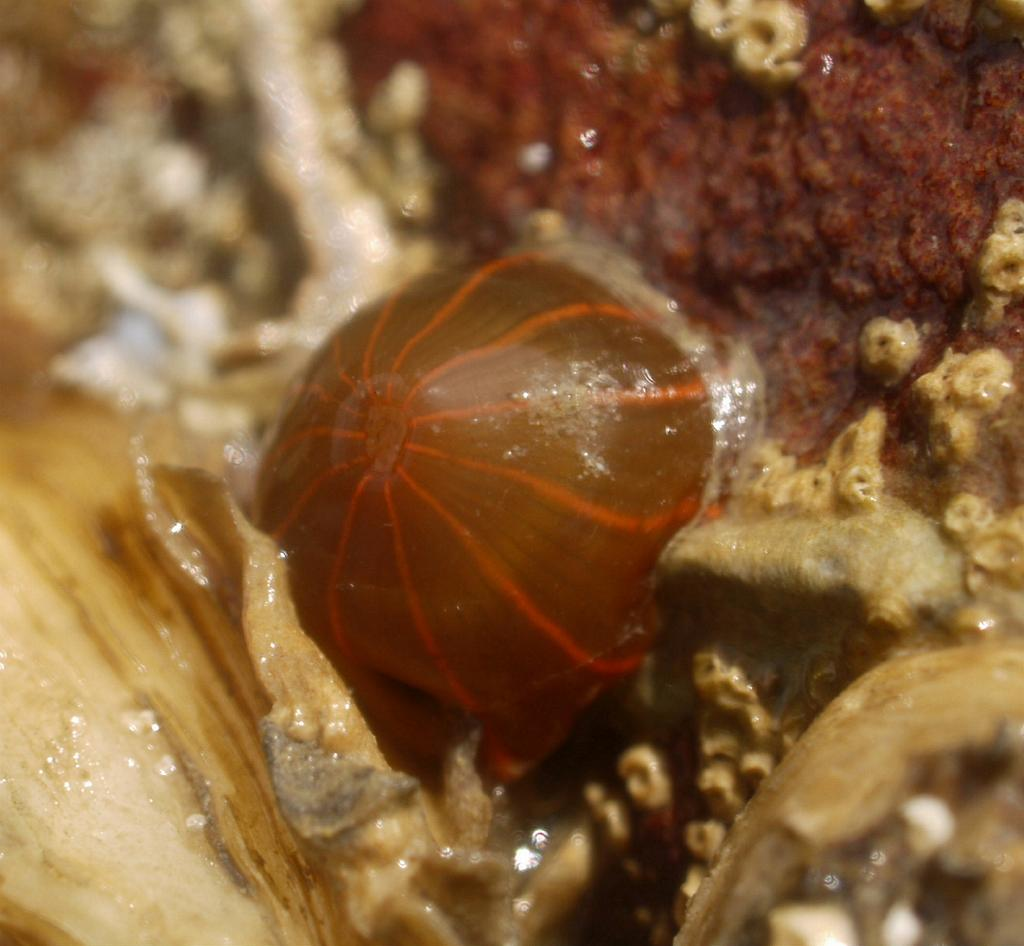